# Ferdinando Avogadro di Collobiano
Ferdinando Avogadro di Collobiano (né à Turin le 28 avril 1833 et mort à Vigliano Biellese le 5 octobre 1904 est un homme politique italien, qui est sénateur du parlement du royaume d'Italie.